# Louw de Graaf
Louw de Graaf (Kootstertille, 12 april 1930 – Heerenveen, 15 juli 2020) was een Nederlands politicus. Hij was achtereenvolgens lid van de Anti-Revolutionaire Partij (ARP) en het Christen-Democratisch Appèl (CDA). De Graaf was driemaal staatssecretaris van Sociale Zaken en Werkgelegenheid en twee keer minister van dat ministerie. Zijn drie staatssecretariaten die 3.783 dagen omspanden, maken de Graaf tot op heden de langstzittende staatssecretaris van Nederland.

## Biografie
De Graaf was lid van de ARJOS (Anti-Revolutionaire Jongerenstudieclubs) en het CNV. Op verzoek van Wil Albeda trad hij in 1977 toe tot het kabinet-Van Agt I als staatssecretaris van Sociale Zaken en Werkgelegenheid. Na een korte periode in de Tweede Kamer was hij van 29 mei 1982 tot 4 november 1982 minister van Sociale Zaken en Werkgelegenheid. Van 5 november 1982 tot 3 februari 1987 was hij opnieuw staatssecretaris van Sociale Zaken. Van 3 februari 1987 tot 5 mei 1987 verving hij tijdelijk Jan de Koning als minister. Daarna was hij tot 1 oktober 1989 weer staatssecretaris. De Graaf was onder andere speciaal belast met de portefeuille sociale zekerheid.
Als staatssecretaris herzag hij de kinderbijslagregelingen. In de kabinetten-Lubbers (I en II) voerde hij, in weerwil van zijn vakbondsverleden, een stringent bezuinigingsbeleid, waardoor de sociale zekerheid drastisch werd versoberd. Hij bracht samen met minister De Koning in 1987 de stelselherziening sociale zekerheid tot stand. Hij schafte met minister Elco Brinkman de BKR (Beeldende Kunstenaarsregeling 1949-1987/1992) af.
Na zijn aftreden in 1989 werd hij voorzitter van de Ziekenfondsraad en van het College voor zorgverzekeringen (CVZ). De Graaf behoorde tot de Gereformeerde Kerken in Nederland, die in 2004 zijn opgegaan in de Protestantse Kerk in Nederland.
De Graaf overleed in 2020 op 90-jarige leeftijd.
- Digitale Bibliotheek voor de Nederlandse Letteren: graa115
- International Standard Name Identifier: 0000 0003 8959 4150
- Parlement.com: vg09llh7qwx9
- Virtual International Authority File: 283036604
- WorldCat: E39PBJrcg7ypKYPJgrHdGwtqcP